# 5676 Voltaire
5676 Voltaire eller 1986 RH12 är en asteroid i huvudbältet som upptäcktes den 9 september 1986 av den rysk-sovjetiska astronomen Ljudmila Karatjkina vid Krims astrofysiska observatorium på Krim. Den är uppkallad efter den franske författaren François-Marie Arouets pseudonym Voltaire.
Asteroiden har en diameter på ungefär tio kilometer.